# Paul Ricour
Paul Ricour (26 juli 1943) is een Vlaams acteur. Hij is vooral te zien in jeugdseries.

## Levensloop
Ricour volgde een acteursopleiding aan het Koninklijk Muziekconservatorium van Brussel.
Zin eerdere werken waren gastrollen in seizoen 1 van de televisieserie Wij, Heren van Zichem (1969) en in de Jan Decleir film Verbrande Brug (1975) van regisseur Guido Henderickx.
Hij werd vooral bekend als Pol de Matroos in de serie De Opkopers en later als Polycarpus 'Pol' Tack in de jeugdseries Merlina, Postbus X en Interflix op de BRT en de VRT. De series bevat ongeveer dezelfde cast en crew. Hij hernam de rol als gast in twee afleveringen van Samson en Gert (1990, 1992). De bekende catchphrase van zijn personage is "Akkerdjie!". In 2019 werd een nostalgische Vlaamse podcast hiernaar vernoemd. 
Daarnaast was Ricour producer van een aantal afleveringen van de populaire VRT-politieserie Flikken (1999-2009). Hij speelde ook enkele gastrollen op televisie, onder andere in de komische VRT-sitcom F.C. De Kampioenen (als meneer Vanoudenhoven in aflevering Eerlijk duurt het langst (2001) en als uitbater van een bowlingcenter in de aflevering Wodka (2011)), de VTM-ziekenhuisserie Spoed (als taxichauffeur), de VTM-soapserie Familie (als bankdirecteur in 2007 en meneer Maes in 2012) en de VTM-telenovelle David (als uitgever Jos). In de VRT-soapserie Thuis speelde hij van 2011 met verschillende onderbrekingen tot 2015 André Versteven, een rusthuisbewoner en vriend van Madeleine Vercauteren en Yvette Backx. Alle drie personages zijn intussen overleden en bij André gebeurde dat buiten beeld. Zijn meest recentste optreden was in seizoen 3 van de Ketnet-jeugdserie Ghost Rockers (2016).
In de jeugdserie Carolientje en kapitein Snorrebaard (1979) speelde hij samen met zijn dochter Ann Ricour.
Ricour woont in Groot-Bijgaarden.

## Film
- Verbrande brug (1975) – Jean

## Televisie
- Ghost Rockers (2016) – journalist
- Familie (2012) – meneer Maes
- Thuis (2011-2015) – Gerard (seizoen 16), André (seizoen 17-21)
- F.C. De Kampioenen – aflevering Wodka (2011) – uitbater bowlingcenter
- Spoed – aflevering Toegevoegde tijd (2007) – taxichauffeur
- F.C. De Kampioenen – aflevering Eerlijk duurt het langst (2001) – meneer Vanoudenhoven
- Samson en Gert (1990, 1992) – 2 afleveringen
- Interflix – Pol Tack (1994-1997)
- Postbus X – Pol Tack (1988-1994)
- Merlina (1983-1988) – Polycarpus 'Pol' Tack
- Transport – aflevering Schaakmat (1983)
- Daar is een mens verdronken (1983)
- De eerste sleutel (1980) – Jules
- Sleur (1979, tv) – Tanghe
- Het Sprookjestheater (1979)
- Carolientje en kapitein Snorrebaard (1979) – kapitein Snorrebaard
- De opkopers (1977-1983) – Pol de matroos
- Een mens van goede wil (1973, tv-serie) – aftroever
- De lamp (1971) – arbeider
- Dansen op kristal (1971) – ambtenaar
- Wij, Heren van Zichem (1969) – student College Herentals